# Triumph Motor Vehicle Company
Triumph Motor Vehicle Company war ein US-amerikanischer Hersteller von Automobilen.

## Unternehmensgeschichte
Das Unternehmen wurde im Juni 1900 in Chicago in Illinois gegründet. Im gleichen Jahr begann die Produktion von Automobilen. Der Markenname lautete Triumph. Im Februar 1901 wurden Pläne für eine neue Fabrik in Kankakee angekündigt, die offensichtlich nicht mehr umgesetzt wurden. Noch 1901 endete die Produktion. Insgesamt entstanden nur wenige Fahrzeuge.
Es gab keine Verbindung zur Triumph Motor Car Company, die ein paar Jahre später den gleichen Markennamen verwendete.

## Fahrzeuge
Im Angebot standen Elektroautos. Der Aufbau war ein Stanhope.
Triumph war auch bereit, nach Kundenwünschen Dampfwagen oder Fahrzeuge mit Ottomotoren herzustellen. Soweit bekannt, entstanden keine solchen Fahrzeuge.